# Мошков, Виктор Константинович
Виктор Константинович Мошков — советский хозяйственный, государственный и политический деятель, Герой Социалистического Труда.

## Биография
Родился в 1916 году в Вятке. Член КПСС.
С 1935 года — на хозяйственной, общественной и политической работе. В 1935—1976 гг. — лаборант, старший инженер отдела главного конструктора, заместитель начальника цеха, начальник цеха, заместитель начальника производства, старший инженер-лаборант, главный конструктор, заместитель главного инженера, директор Горьковского телевизионного завода имени В. И. Ленина, председатель Горьковского/Нижегородского городского совета ветеранов войны и труда.
Указом Президиума Верховного Совета СССР от 29 июля 1966 года присвоено звание Героя Социалистического Труда с вручением ордена Ленина и золотой медали «Серп и Молот».
Делегат XXIII съезда КПСС.
Умер в Нижнем Новгороде в 2000 году. Похоронен на кладбище «Марьина Роща».